# Return the Favor
„Return the Favor” – piosenka R&B stworzona przez The Clutch i Timothey Mosleya na debiutancki album studyjny Keri Hilson, In a Perfect World... (2009). Wyprodukowany przez Timbalanda, utwór wydany został jako drugi singel promujący krążek dnia 7 października 2008 w Stanach Zjednoczonych. W Wielkiej Brytanii piosenka wydana została jako pierwszy singel prezentujący album dnia 27 kwietnia 2009. Kompozycja zarejestrowana została z gościnnym udziałem producenta.

## Informacje o singlu
„Return the Favor” wydany został jako drugi singel z krążka dnia 7 października 2008, jednak początkowo zamiast utworu drugą kompozycją prezentującą longplay miał być utwór „Henny and Apple Juice”. Ponieważ główny singel promujący album, piosenka „Energy” nie zyskała sukcesu w rodzimym kraju wokalistki producenci oraz władze wytwórni płytowej artystki zdecydowały się wydać kolejne dwa single z krążka niemalże w tym samym czasie i przesunąć premierę albumu na luty 2009.
Wydany na początku października 2008 singel nie zyskał na popularności i nie znalazł się na oficjalnych listach sprzedaży w USA.

## Teledysk
Wyreżyserowany przez Melinę, teledysk do singla miał premierę dnia 23 października 2008 za pośrednictwem witryny internetowej YouTube. Klip rozpoczyna się ujęciem ukazującym Timbalanda wchodzącego do studia i oglądającego klip do kompozycji „The Way I Are”. Następnie wyłącza on piosenkę, uruchamiając w ten sposób piosenkę i teledysk do singla. W czasie trwania klipu widać kadry prezentujące Hilson śpiewającą w białym pomieszczeniu pełnym kamer, na czarnym tle, w różowym kostiumie wśród luster oraz tańczącą wraz z kilkoma tancerzami w wodzie. W czasie, gdy akcja teledysku skupiona jest na wokalistce w kilku momentach można zobaczyć producenta utworu przyglądającego się artystce ze studia oraz widzącego obraz z kamer.

## Listy utworów i formaty singla
Promocyjny CD singel
1. „Return the Favor” (Radio Edit) – 3:39
2. „Return the Favor” (Wersja albumowa) – 5:29
3. „Return the Favor” (Wersja instrumentalna) – 5:29
4. „Return the Favor” (Acapella) – 3:43

## Pozycje na listach
| Lista przebojów (2009)       | Najwyższa pozycja |
| ---------------------------- | ----------------- |
| Austria Singles Chart        | 25                |
| Irlandia Singles Chart       | 19                |
| Niemcy Singles Chart         | 21                |
| Szwecja Singles Top 60 Chart | 30                |
| UK Singles Chart             | 19                |